# Nakladatelství Vyšehrad
Nakladatelství Vyšehrad je nejstarší dosud působící české nakladatelství založené roku 1934 kanovníkem pražské vyšehradské kapituly Bohumilem Staškem. Původně sídlilo na Karlově náměstí v Praze 2, později se přesunulo do současných prostor na Žižkově. Ve své historii se zaměřovalo především na vydávání literatury křesťansky orientované. Nakladatelství mj. jako první vydalo román Karla Schulze Kámen a bolest nebo první díl Služebníků neužitečných od Jaroslava Durycha.
Od září 1945 do června 1948 nakladatelství vydávalo časopis („týdeník pro křesťanskou kulturu“) Vyšehrad.
Objemem vydaných titulů patří mezi 20 největších českých nakladatelství, zabývá se jak literaturou faktu, tak beletrií. Mezi vlajkové lodě nakladatelství patří filozofie a historie, vydává však také například historické detektivky populárního irského spisovatele Petera Tremayna, detektivní příběhy prestižními cenami a šlechtickým titulem ověnčené Ruth Rendellové nebo druhý román mladého českého spisovatele Františka Kalendy Ordál.
Nakladatelství Vyšehrad každý rok vydává nakladatelské ceny nejlepším pracím v kategoriích původní práce, překlad a výtvarné zpracování knihy. Mezi jeho spřátelené nakladatelství patří například podobně zaměřené Nakladatelství Kalich.
15. 3. 2018 bylo nakladatelství koupeno společností Albatros Media.